# 젤리그나이트
젤리그나이트(영어: Gelignite [ˈdʒɛlɪɡnaɪt][*], 스웨덴어: Spränggelatin)는 초기형 가소성 폭약이다. 콜로디온면(면화약의 일종)을 니트로글리세린 또는 니트로글리콜에 용해시켜 펄프와 초석(질산칼륨 또는 질산나트륨)과 혼합한 것이다.
1875년 스웨덴의 화학자 알프레드 노벨이 발명했다. 매우 값싸고 천천히 타며, 신관 없이는 절대 폭발하지 않으므로 안전하게 보관할 수 있다. 다이너마이트처럼 니트로글리세린이 누출될 염려도 없다.
채석장이나 탄광에서 널리 사용되어 왔기에 민간에 많이 돌아다녔고, 아일랜드 공화국군 같은 준군사조직들이 많이 사용했다. 그래서 영국에서는 젤리그나이트를 소유하려면 지역 경찰서장이 발급한 폭발물 인증서가 필요하다.